# Charles de Luesemans

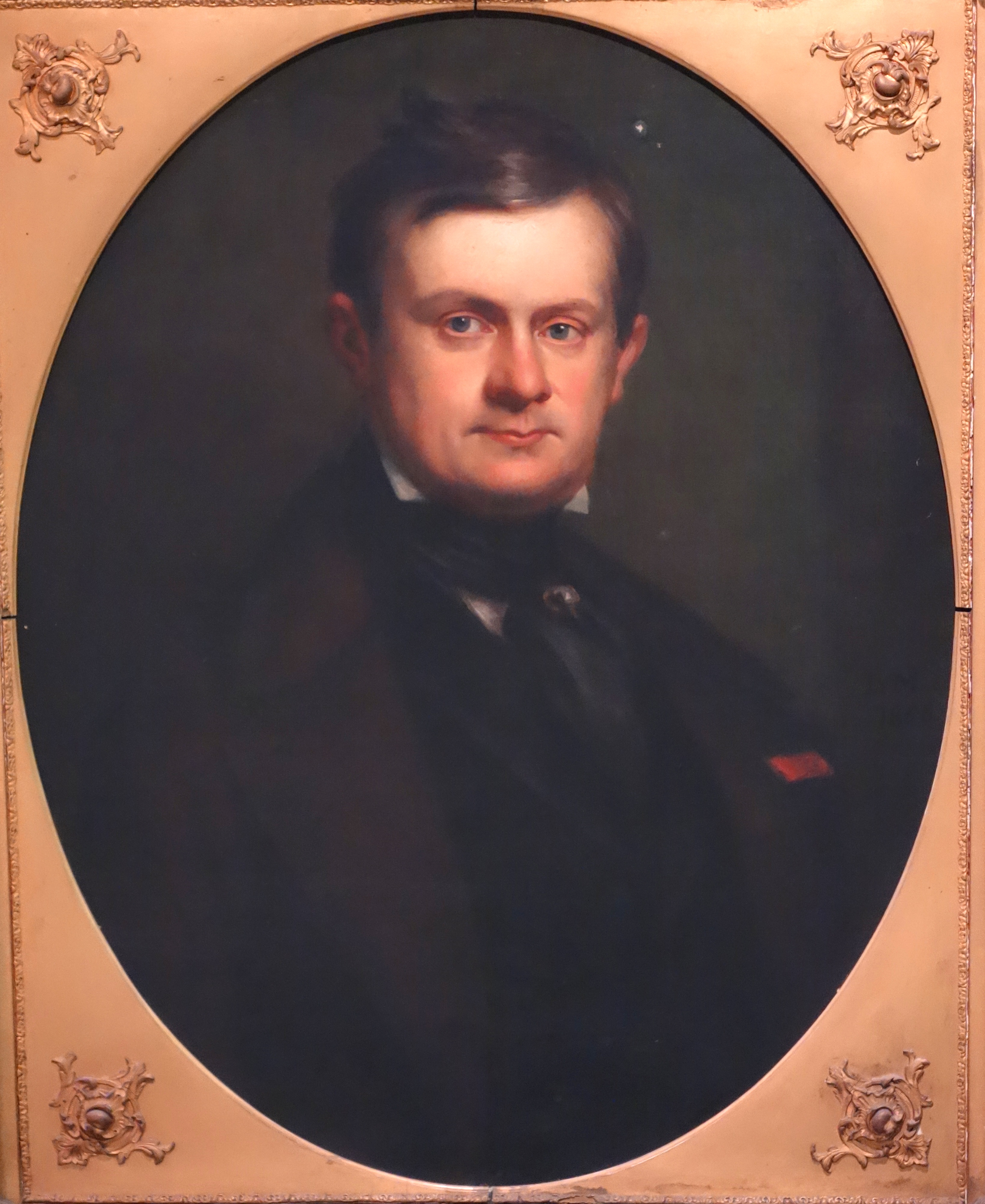
Charles de Luesemans

Charles Joseph Pascal de Luesemans (Tienen, 20 april 1808 - Luik, 26 maart 1882) was een Belgisch advocaat en liberaal politicus.  

## Biografie
Charles de Luesemans was een zoon van Sebastien de Luesemans, schepen van Tienen, en Marie-Louise de Heusch. Hij trouwde met Euphémie de Menten de Horne (1809-1847) en in tweede huwelijk met Françoise Smets (1816-1897).
Hij promoveerde tot doctor in de rechten aan de Universiteit Luik (1829) en vestigde zich als advocaat aan de balie van Leuven.
Hij werd verkozen tot gemeenteraadslid van Leuven (1845-1863) en was er schepen (1848-1851) en burgemeester (1852-1863). Hij werd ook verkozen tot liberaal volksvertegenwoordiger voor het arrondissement Leuven (1848-1850, 1857-1859).
In 1863 werd hij door de liberale regering van Charles Rogier benoemd tot gouverneur van Luik, een ambt dat hij uitoefende tot aan zijn dood.